# Kamil Adamczyk
Kamil Adamczyk (ur. 7 maja 1998) – polski piłkarz ręczny, prawy rozgrywający, zawodnik Sarrebourg Moselle Sud Handball.

## Kariera sportowa
Wychowanek Wybrzeża Gdańsk. W lutym 2016 został zgłoszony do rozgrywek I ligi, jednak nie zadebiutował wtedy w pierwszym zespole. W sezonach 2015/2016 i 2016/2017 występował w drugoligowych rezerwach gdańskiego klubu, w których rozegrał łącznie 27 meczów i rzucił 131 bramek. Ponadto w sezonie 2016/2017 grał na wypożyczeniu w pierwszoligowym SPR GKS Żukowo (sześć spotkań i 18 goli).
W 2017 na stałe dołączył do Wybrzeża. W Superlidze zadebiutował 4 września 2017 w przegranym meczu z Chrobrym Głogów (26:31), zaś trzy pierwsze bramki rzucił 9 września 2017 w wygranym spotkaniu z Pogonią Szczecin (24:22). W sezonie 2017/2018 rozegrał w najwyższej klasie rozgrywkowej 31 meczów i zdobył 67 goli. W sezonie 2017/2018 wystąpił też w czterech meczach I ligi w barwach SPR GKS Żukowo. W sezonie 2018/2019 rozegrał w Wybrzeżu 28 spotkań, w których rzucił 51 bramek.
W 2017 uczestniczył w mistrzostwach świata U-19 w Gruzji, w których rozegrał siedem meczów i rzucił 13 bramek. W 2018 wystąpił w mistrzostwach Europy U-20 w Słowenii, podczas których zdobył 28 goli w siedmiu spotkaniach. W październiku 2018 zadebiutował w reprezentacji Polski B, grając w wygranym towarzyskim dwumeczu z Czechami B (35:24 i 31:25), w którym rzucił pięć bramek.
W grudniu 2018 został po raz pierwszy powołany przez trenera Piotra Przybeckiego na zgrupowanie reprezentacji Polski. W kadrze narodowej zadebiutował 12 grudnia 2018 w przegranym meczu towarzyskim z Niemcami (23:35), w którym zdobył dwa gole.

## Statystyki
| Wybrzeże II Gdańsk              | 2015/2016 | II liga   | 17 | 81  | 4,8 |
| Wybrzeże II Gdańsk              | 2016/2017 | II liga   | 10 | 50  | 5   |
| Wybrzeże II Gdańsk              | Razem     | Razem     | 27 | 131 | 4,9 |
| SPR GKS Żukowo                  | 2016/2017 | I liga    | 6  | 18  | 3   |
| SPR GKS Żukowo                  | 2017/2018 | I liga    | 4  | 17  | 4,3 |
| SPR GKS Żukowo                  | Razem     | Razem     | 10 | 35  | 3,5 |
| Wybrzeże Gdańsk                 | 2017/2018 | Superliga | 31 | 67  | 2,2 |
| Wybrzeże Gdańsk                 | 2018/2019 | Superliga | 28 | 51  | 1,8 |
| Wybrzeże Gdańsk                 | Razem     | Razem     | 59 | 118 | 2   |
| Stan na koniec sezonu 2018/2019 |           |           |    |     |     |